# Inuri
Inuri (wymowaⓘ) – wieś w Rumunii, w okręgu Alba, w gminie Vințu de Jos. W 2011 roku liczyła 45 mieszkańców.